# Iryna Alchouka

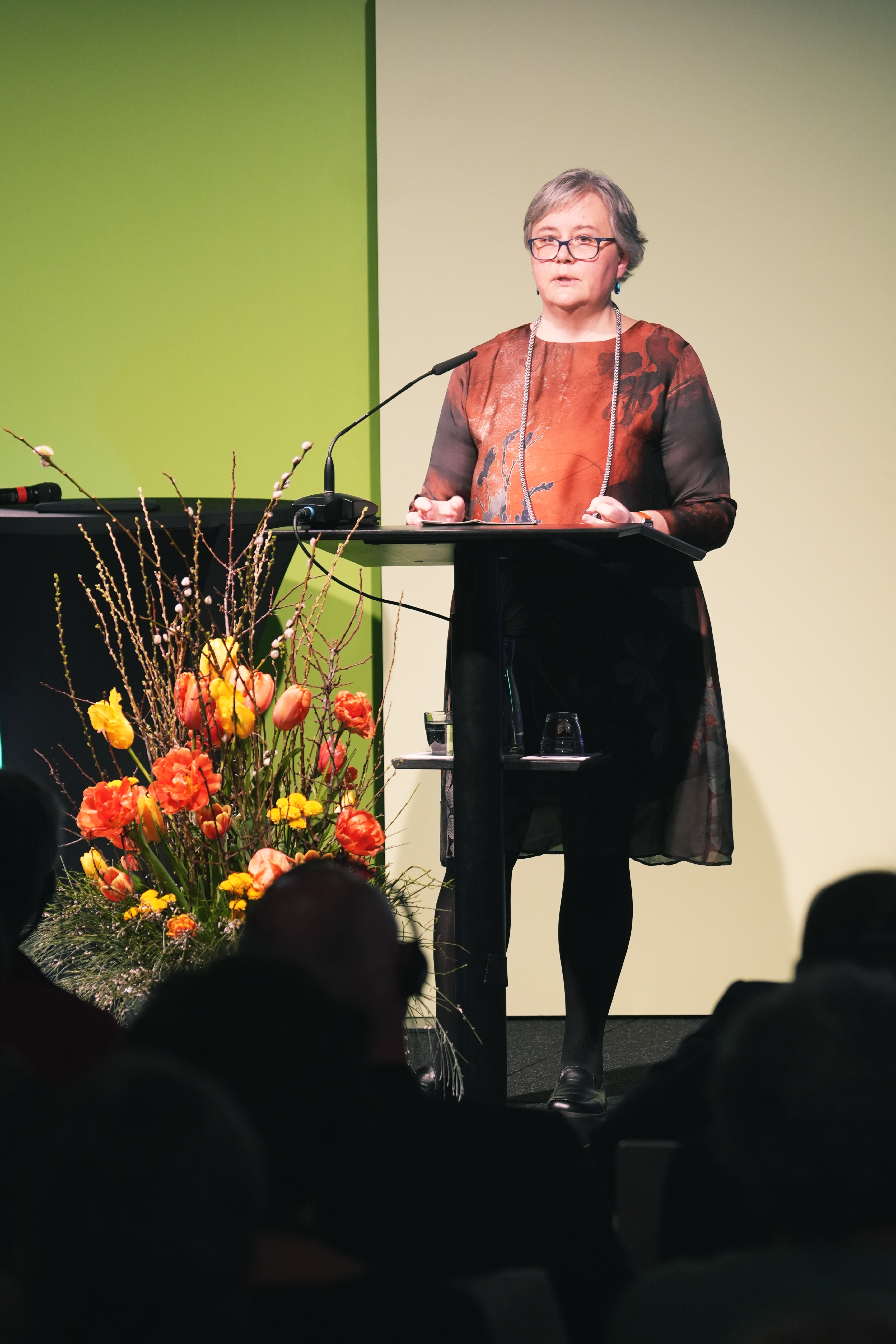
Iryna Alchouka bei ihrer Preisrede anlässlich der Verleihung des Anne-Klein-Frauenpreises 2025

Iryna Aljaksandrauna Alchouka (belarussisch Ірына Аляксандраўна Альхоўка, russisch Ирина Александровна Альховка Irina Alexandrowna Alchowka, englisch Irina Alkhovka; geboren am 1. September 1973 in der Weißrussischen SSR, Sowjetunion) ist eine belarussische Menschenrechtsverteidigerin und Feministin. Sie ist Trägerin des Anne-Klein-Frauenpreises 2025.

## Beruf und Lebensweg
Iryna Alchouka wurde in der Teilrepublik Weißrussland (Sowjetunion) geboren und ist dort aufgewachsen. Im Jahr 1996 schloss sie das Studium der Soziologie an der Belarussischen Staatlichen Universität in Minsk ab. Ihre Diplomarbeit war geschlechtsspezifischen Aspekten der Geschichte gewidmet und die erste im Fachbereich, die sich mit Genderfragen auseinandersetzte.
1996 trat sie dem Christlichen Verein Junger Frauen (YWCA) von Belarus bei. Im Alter von 23 Jahren wurde sie dessen Vorstandsvorsitzende und blieb dies bis 2009.
Ab 2002 leitete sie das Programm La Strada Belarus, das sich dem Kampf gegen Menschenhandel verschrieben hat. Für „hervorragende Arbeit im Bereich der Bekämpfung des Frauenhandels in Belarus“ wurde dieses Engagement 2007 mit dem deutschen UNIFEM-Preis ausgezeichnet.
Im Jahr 2010 gründete Iryna Alchouka unter dem Namen Gender Perspectives eine neue Nichtregierungsorganisation mit dem Ziel, Frauenrechte zu stärken und zu schützen sowie die Gleichstellung der Geschlechter zu fördern. Die Organisation wurde von den belarussischen Behörden im Jahr 2021 aufgelöst.
2018 war Iryna Alchouka mit weiteren Akteurinnen der Zivilgesellschaft Mitglied einer staatlichen Arbeitsgruppe, die ein Gesetz gegen häusliche Gewalt erarbeitete und darin die Perspektive Überlebender fokussierte. Dieser Vorschlag scheiterte jedoch aufgrund einer politischen Hetzkampagne pro-russischer Kräfte, aber auch an der öffentlichen Kritik durch Präsident Aljaksandr Lukaschenka.
Zwischen 2017 und 2021 koordinierte Alchouka Aufgaben zur Durchsetzung der UN-Nachhaltigkeitsstrategie in Belarus und wurde national und international zu einer geachteten Expertin.
Im Jahre 2020 beteiligte sie sich aktiv an den Freiheits- und Demokratiedemonstrationen gegen Präsident Aljaksandr Lukaschenka in Belarus.
Aufgrund der strafrechtlichen Verfolgung verließ Iryna Alchouka 2021 das Land und lebt seitdem im Exil.

## Auszeichnungen
- 2007: UNIFEM-Preis für Engagement in Gewaltprävention
- 2025: Anne-Klein-Frauenpreis der Heinrich-Böll-Stiftung gemeinsam mit Darja Afanassjewa und Julija Mizkewitsch[3]